# 教科外活動
教科外活動（きょうかがいかつどう）とは、初等教育・中等教育における、教科以外に児童生徒によって自主的に行われる諸活動をいう。クラブ活動（初等教育）や清掃などもこれらの内容に含まれる。

## 概要

### 小・中・高等学校における「教科外活動」
平成20、21年改訂小学校学習指導要領では、道徳、外国語活動、総合的な学習の時間、特別活動（学級活動、児童会活動、クラブ活動、学校行事）が該当する。平成20、21年改訂中学校学習指導要領では、道徳、総合的な学習の時間、特別活動（学級活動、生徒会活動、学校行事）が該当する。平成21年改訂高等学校学習指導要領では、総合的な探究の時間、特別活動（ホームルーム活動、生徒会活動、学校行事）が該当する。

### 特別支援学校における「教科外活動」
特別支援学校では、領域と称され、その中で、「知的障害者に関する教育」を行う学校では、その教育方法の特殊性から、教科・領域を合わせた指導と呼ばれるカテゴリも存在する。
また、自立活動も教科ではないため、「教科外活動」に包括される。

## 特別活動との関係
教科外活動が教育課程の外にある時代から、これが教育課程の内に含まれるようになり、教科外活動は教科外の課程として「教科外課程」になり、学校の教育課程の二つの領域（各教科と教科外）となる。教育課程の領域になるに及んで「教科外活動」とか「教科外課程」という名称は矛盾することになり「特別（教育）活動」という名称に学習指導要領によって統一された。

## 註釈
1. ↑  「合わせた指導」は、教科でやるべき内容と領域でやるべき内容をそのまま教科書通りに指導するのではなく、有機的に統合し、季節性や児童・生徒の実態などに応じてフレキシブルに対応する、という側面がある。
2. ↑   教育学大事典　第２巻. 第一法規出版株式会社. (1979)